# Stocksia brahuica
Stocksia brahuica är en kinesträdsväxtart som beskrevs av George Bentham. Stocksia brahuica ingår i släktet Stocksia och familjen kinesträdsväxter. Inga underarter finns listade i Catalogue of Life.